# NGC 5921
NGC 5921 là một thiên hà xoắn ốc có rào chắn nằm cách Hệ Mặt trời khoảng 65 triệu năm ánh sáng trong chòm sao Cự Xà. Nó được phát hiện bởi William Herschel vào ngày 1 tháng 5 năm 1786. Vào tháng 2 năm 2001, một siêu tân tinh loại II (SN 2001X) đã được phát hiện trong NGC 5921.